# علی‌اصغر خاجی
علی اصغر خاجی دیپلمات ایرانی و دستیار ارشد وزیر امور خارجه در امور ویژه سیاسی از فروردین ۱۳۹۸ است که بر مناسبات جمهوری اسلامی ایران و کشورهای عرب خاورمیانه متمرکز است. وی پیشتر عهده‌دار مسئولیت‌هایی چون معاونت اروپا و آمریکا، مدیرکل خلیج فارس و سفیر در کشورهای عربستان، بلژیک و چین بوده‌است.